# The Lee
The Lee è un villaggio e parrocchia civile dell'Inghilterra, appartenente alla contea del Buckinghamshire.